# Sequaner

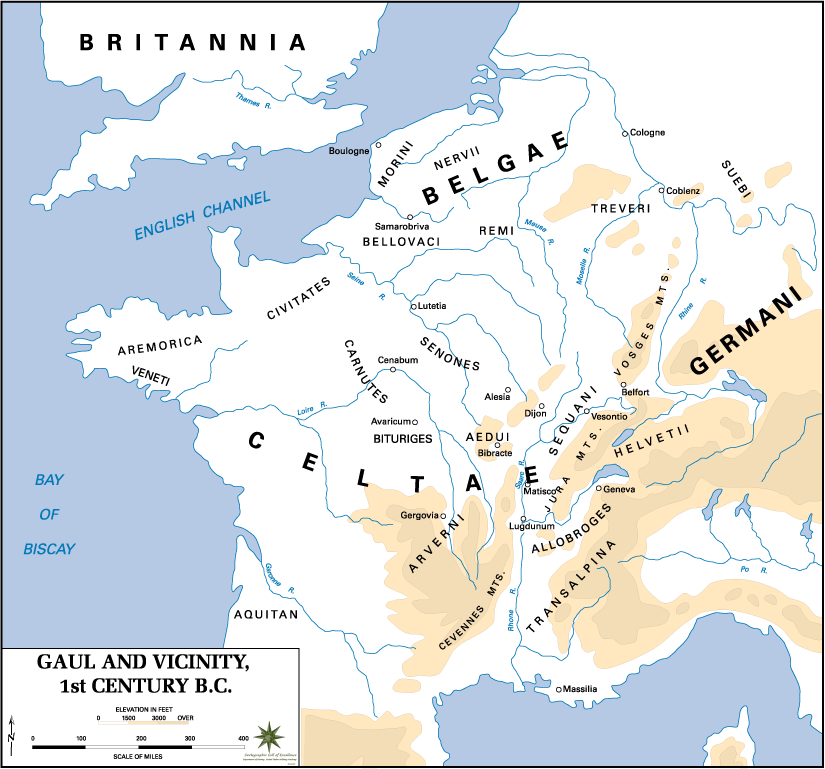
Karte der Stämme in Gallien im 1. Jahrhundert v. Chr.

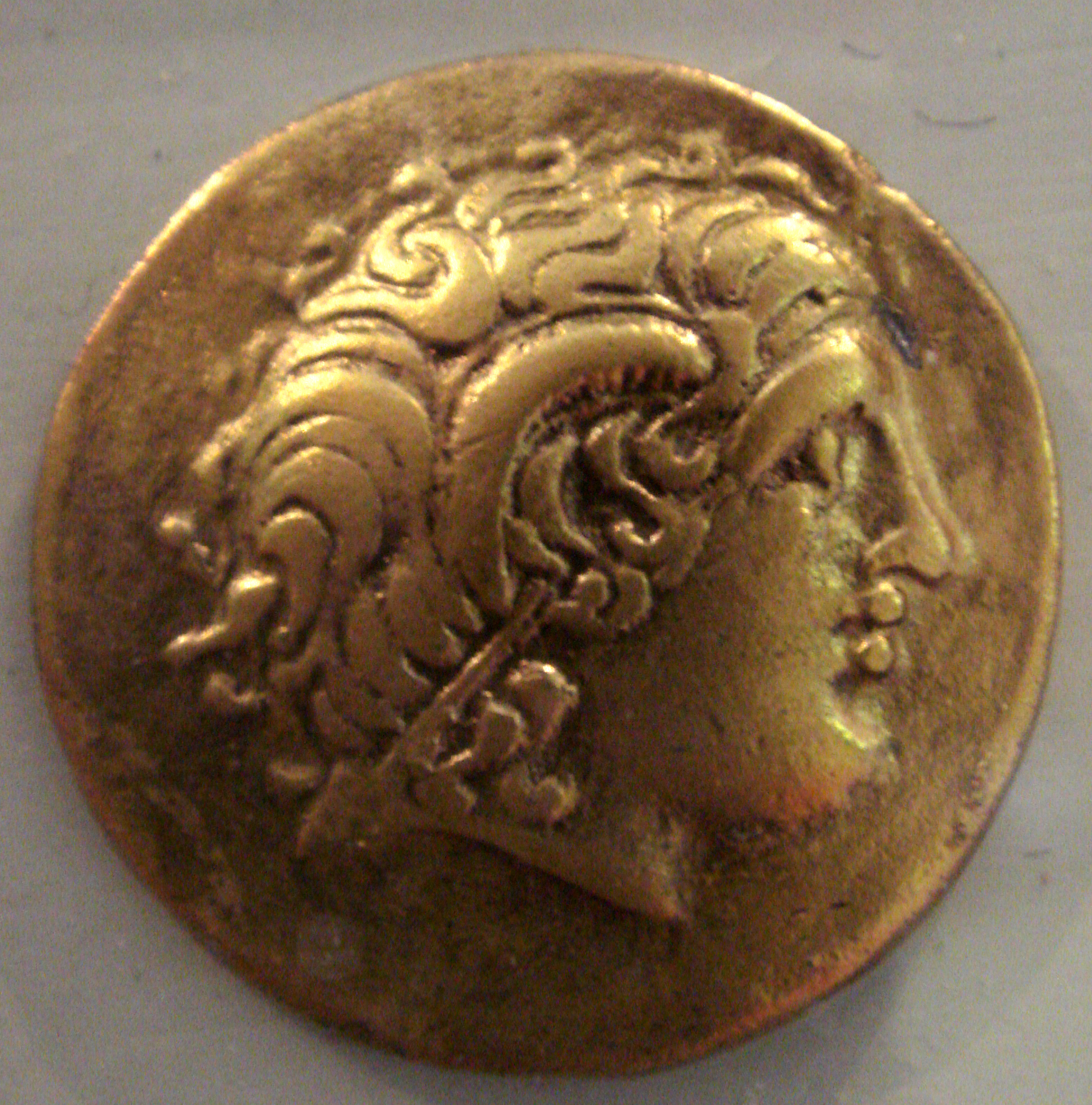
Goldmünze der Sequaner aus vorrömischer Zeit

Die Sequaner (lateinisch Sequani) waren ein keltischer Stamm in Gallien. Ihr Hauptort war Vesontio, das heutige Besançon. Unser Wissen über die Sequaner verdankt sich vor allem Caesars De bello Gallico. Die römische Provinz Maxima Sequanorum (auch Sequania, Sequanica oder Sequanicum) wurde nach diesem Stamm benannt.

## Geschichte
Ursprünglich besiedelten die Sequaner wohl das Seine-Tal, ließen sich aber später im Gebiet zwischen Saône, Rhone und dem Juragebirge nieder. Im Streit mit den Haeduern riefen sie im Jahr 72 v. Chr. den Germanenkönig Ariovist zu Hilfe. Im Jahr 61 v. Chr. wurden die Haeduer in der Schlacht bei Magetobriga (La-Moigte-de-Broie) geschlagen, im Gegenzug besetzte Ariovist aber große Teile des Sequanergebiets. Im Rahmen des Gallischen Krieges und Gaius Iulius Caesars Kampf gegen Ariovist wurden die Sequaner unterworfen (58 v. Chr.) und standen seitdem unter römischer Herrschaft. Im Jahr 52 v. Chr. kämpften die Sequaner auf Seiten des Vercingetorix gegen Caesar. 21 n. Chr. sind sie an den Unruhen des Iulius Sacrovir beteiligt. Im Jahr 68 n. Chr. schlossen sie sich der Rebellion des Gaius Iulius Vindex an, die in der Schlacht bei Vesontio von Lucius Verginius Rufus, dem Legaten der Provinz Obergermanien, niedergeschlagen wurde.
Die noch heute in der Stadt Besancon verehrten Heiligen Ferreolus und Ferrutius sollen um das Jahr 200 n. Chr. die Sequaner missioniert und ihr Martyrium erlitten haben.